# Яныльское сельское поселение
Яныльское сельское поселение — сельское поселение в Кукморском районе Татарстана.
Административный центр — село Яныль. 

## Административное деление
В состав сельсовета входят 3 населённых пункта:
- село Яныль
- село Вахитово
- посёлок Биерь

## Население
| 2010  | 2011  | 2012  | 2013  | 2014  | 2015  | 2016  |
| ----- | ----- | ----- | ----- | ----- | ----- | ----- |
| 1408  | ↘1407 | ↗1422 | ↗1439 | ↗1448 | ↘1444 | ↘1439 |
| 2017  | 2018  |       |       |       |       |       |
| ↘1424 | ↘1423 |       |       |       |       |       |

Национальный состав — татары.